# Хама (район)
Хама (араб. منطقة حماة) — район (мінтака) у Сирії, входить до складу провінції Хама. Адміністративний центр — м. Хама.
Адміністративно поділяється на 4 нохії:
- Хама-Центр
- Харбнафсах
- Аль-Хамраа
- Суран

| Сирія | Це незавершена стаття з географії Сирії. Ви можете допомогти проєкту, виправивши або дописавши її. |